# Devín (hrad)
Devínský hrad je zřícenina gotického, později slohově přestavovaného hradu, vypínající se majestátně nad stejnojmennou obcí, městskou částí Bratislavy (okres Bratislava IV). Zabírají téměř celé temeno hradní skály nad soutokem Dunaje a Moravy.
Hrad má jedny z nejpohnutějších ale i nejbohatších dějin z hradních sídel na Slovensku. S existencí někdejšího hradiště se spojuje přítomnost keltského a později římského etnika na našem území. Hrad byl svědkem slávy i pádu Velké Moravy, prvního slovanského státního útvaru na území Slovenska, a byl důležitou součástí soustavy pohraničních pevností Uherského království. Spolu s nedalekým Bratislavským hradem tvoří dvojici významných reprezentantů slovenské národní historie.
Význam hradu našel odezvu i v četných uměleckých dílech.

## Nejstarší dějiny území
Devínský hrad patří spolu s Bratislavským a Nitranským hradem k nejstarším historicky doloženým hradním objektům na Slovensku. Jeho minulost sahá do prehistorických dob.
Devínský hrad se vypíná na masivním skalním ostrohu, který z jižní strany kromě Dunaje chránily bažiny, ze západu řeka Morava a ze severu masiv Devínské Kobyly. Samotný hrad byl ze strategického hlediska přirozenou ochranou Devínské brány, geografického vstupního prostoru do Karpatské kotliny. Široký tok Dunaje zde udával směr důležité kontinentální obchodní cesty mezi západem a východem, tzv. Podunajské cesty, která zde protínala známou Jantarovou stezku, vedoucí od Středomoří k Baltu. Je tedy přirozené, že výhodná poloha přímo předurčovala toto místo ke střetu dvou evropských kultur – východní a západní. Tyto danosti spolu s vhodnými přírodními podmínkami na život člověka – vodní toky bohaté na ryby, dostatek zvěře v okolních lesích – podmiňovaly trvalé osídlení tohoto území od 5. tisíciletí př. Kr. až prakticky do 19. století.
Množství a kvalita archeologických nálezů dokládá, že v rámci osídlení Devínské hradní skály se vyskytovalo pět nejsilnějších období: halštatské, keltské (laténské), římské a velkomoravské období.
Podle objevených nálezů bylo konstatováno, že dosud nejstarší osídlení Devína se datuje do období mladší doby kamenné (asi 5000-4000 př. Kr.), kdy v Podunají vznikaly první zemědělské usedlosti. V areálu hradu to dokládá hrob, podle svého inventáře přisuzovaný k tzv. Kultuře s lineární keramikou, která je dokladem již poměrně vyspělého výtvarného cítění tehdejších výrobců.
Chronologicky mladší nálezy v areálu hradu – osada na jihovýchodním svahu hradní výšiny a část pohřebiště patřící lidu mohylové kultury – spadají do období starší a mladší doby bronzové (1800 resp. kolem 1500 př. Kr. – 700 př. Kr.). Z tohoto období se však nezachovalo mnoho nálezů. Jde především o nález opevněného sídliště na jihovýchodním svahu hradní výšiny.
Halštatské období na Devíně se datuje okolo 7. – 6. století př. Kr. Archeologický výzkum potvrdil na celé ploše hradního areálu existenci výšinné osady tzv. Kalenderberské kultury. Obyvatelé osady žili v zemnicích nebo polozemnicích, se stěnami vyplétanými proutím a s hliněnými podlahami. V prostoru obydlí byly objeveny pozůstatky otevřených ohnišť. V exteriéru se nacházely jámy nejrozličnějších velikostí a využití. Významným nálezem byl objev keramické dílny v severozápadní části někdejšího hradiště. Z dalších hmotných dokladů se našly kovové a kostěné předměty, množství keramiky i předměty kultovního charakteru. Nálezy jednoznačně dokazují, že halštatské období bylo jedním z nejvýznamnějších.

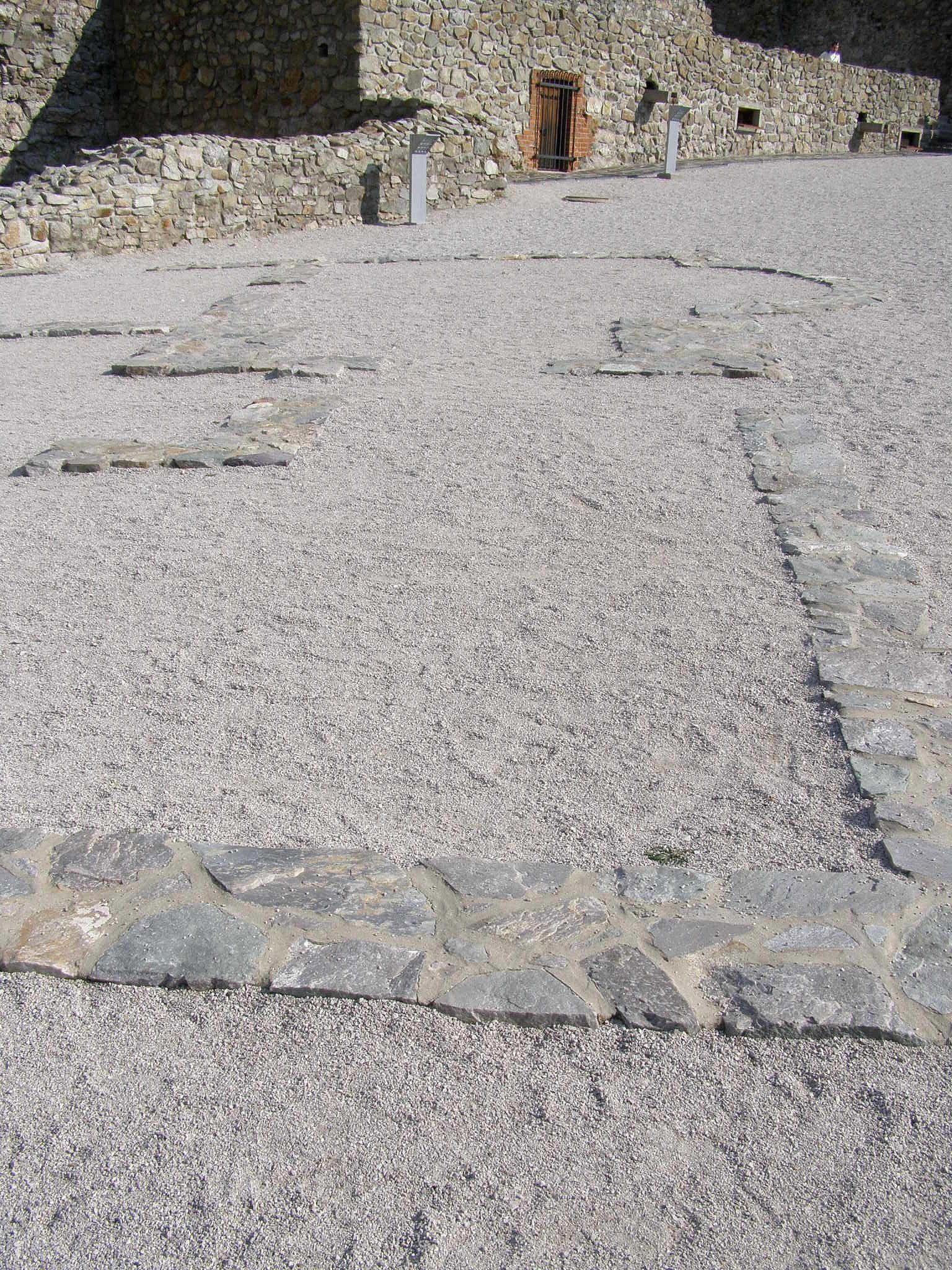
Základy římské stavby na středním hradě, objevené během archeologického výzkumu v 30. letech 20. století

Začátkem 3. století př. Kr. se ze severozápadních oblastí Evropy přesouvali do Podunají Keltové. Postupně se těžiště jejich expanze přesunulo do Podunají, kde tradiční forma jejich kultury dosáhla vrcholu. Keltové byli nejen úspěšní bojovníci, ale i zruční řemeslníci. Na území Slovenska přinesli svébytnou kulturu, která do značné míry ovlivnila další vývoj v této oblasti. V prostoru dnešní Bratislavy si na přelomu 2. a 1. století př. Kr. vybudovali jedno z důležitých center hospodářského a společenského života, opevněné sídliště městského typu – oppidum. Od počátku posledního století před Kristem existovalo významné osídlení ve formě osady na Devínské hradní vyvýšenině a další osídlení na území dnešní obce. Nálezy z této epochy jsou doloženy téměř z celé plochy hradiště. Sídlištní a hospodářské objekty se koncentrovaly na jižním, terasovitě upraveném svahu a v prostorách dolního hradiště. Archeologické výzkumy na Devíně bez výhrad potvrzují, že ve zdejší oblasti byla značná koncentrace keltského osídlení; podle všeho mělo zdejší hradiště přímou souvislost s hradištěm na nedalekém, jižněji ležícím kopci Braunsberg při dnešním dolnorakouském Hainburgu. Braunsberské a Devínske hradiště spolu s oppidem v Bratislavě tvořily trojúhelník významných center tohoto období v prostoru Devínské brány.
Keltské obyvatelstvo se na přelomu letopočtů a v prvních desetiletích našeho letopočtu dostalo poprvé do kontaktu s rozpínající se Římskou říší. Šlo zpočátku o obchodní styky, které nakonec vyústily do ovládnutí tohoto území římským obyvatelstvem. Dokladem keltských kontaktů s antickým světem je importované zboží (amfory, římské mince). Kolekce výrobků zařazovaných mezi tzv. ušlechtilou keramiku (terra sigillata), vyráběné již manufakturní způsobem je unikátní na celém středním Dunaji. Mimořádná koncentrace římských výrobků tohoto období dovoluje již předpokládat přímou přítomnost Římanů na Děvíně jako nejstarší na území Slovenska.
V letech 6-9 dobyl císař Augustus území nynějšího východního Rakouska a západního Maďarska a zřídil tam provincii Panonie. Touto expanzí se Římané dostali do bezprostředního sousedství zdejšího území a na úseku středního Dunaje od ústí Moravy po ústí Iplu se zastavili přímo na hranici dnešního Slovenska. Tak se na následující čtyři století dostal do jejich sféry vlivu i Devín.
Na základech původního keltského hradiště vznikl římský tábor zahrnutý do důmyslného opevňovacího systému, zvaného Limes Romanus. Význam Devína jako strategicky významného předhradí vzrostl po trvalém obsazení středního toku Dunaje římskými legiemi a po vybudování střediska provincie v nedalekém Carnuntu s zde dislokovanou XV. a později XIV. legií.
Přítomnost římského etnika povznesla toto území na kulturní vyspělejší úroveň. Jako první na Slovensku zanechali Římané po sobě zbytky zděných staveb, svědčících o vysoké úrovni jejich stavitelského umění. Stavebním materiálem byl nejen kámen, ale i vyspělé cihlářské výrobky. První římská stavba byla odkryta v západní části středního hradu. Je zároveň nejlépe zachovanou architekturou z římské doby. Stavba s rozměry 13,5 x 7 metrů měla čtyři místnosti a polokruhovitou apsidu.
Osmnáct metrů od západní brány byly objeveny základy další stavby, ke které patřil jedenáct metrů dlouhý kanál vybudovaný z velkých neopracovaných kamenů. Je pravděpodobné, že vznik prvních zděných staveb na Devíně souvisí s bojovými operacemi Římanů v tzv. Markomanských válek v letech 166–180. Poslední stavební aktivity se na tomto území uskutečnily v druhé polovině 4. století za vlády císaře Valentiniana I. (364–375), kdy římské osídlení na Dunaji dosáhlo svého vrcholu. Římský historik Ammianus Marcellinus napsal, že císař Valentinianus I. dal vybudovat v „zemi Kvádů“, tj. v severním Zadunají, opevněné vojenské body (praesidiaria castra) a během svého pobytu v Carnuntu odrážel útoky barbarů z nejbližší pevnosti. Zpráva se může týkat právě Děvína, který ležel nedaleko.
Kromě zděných staveb se v areálu Devínského hradu z uvedeného období našlo několik nadzemních srubových obydlí s maltovou podlahou.
Římský tábor na Děvíně odkryli ve dvacátých let 20. století čeští archeologové Josef Zavadil a I. L. Červinka:
| „ | Na východnom kopci nad Devínom boli tri väčšie popolnice a v nich rímska keramika, bronzové spony, ktoré sú z doby rímskoprovincionálnej a mince cisára Aureliana. Spolu s nimi tam boli zlomky rímskych tehál, niekedy s kolkom XIV. légie. Bol teda na pahorku kedysi rímsky príbytok. Prišlo sa tam dokonca na základy obdĺžnikovej budovy dlhej trinásť metrov a širokej sedem metrov a orientovanej od východu na západ... | “ |

Přítomnost římského etnika se na Děvíně skončila kolem roku 400, kdy Limes Romanum jako severní hranice Římské říše postupně přestaly existovat a vojenské posádky opouštěly pohraniční tábory a pevnosti.
Když Římané opustili hranici na středním Dunaji, tato místa obsadily skupiny různých kmenů (Gótové, Herulové, Langobardi). Vedle nich začali na území Slovenska pronikat první Slované, kteří se sem přesouvali od konce 4. století v rámci tzv. stěhování národů. V 5. století lze hovořit již o trvalém osídlení tohoto území Slovany.
V polovině 6. století zasáhla do vývoje slovanské společnosti na středním Dunaji závažná skutečnost. Toto území obsadili nomádské kmeny Avarů a utvořily tu říši, která se stala důležitým mocenským činitelem. Začátkem 7. století se podunajští Slované proti Avarům vzbouřili a v roce 623 vytvořili první slovanský politický útvar – Sámovu říši.

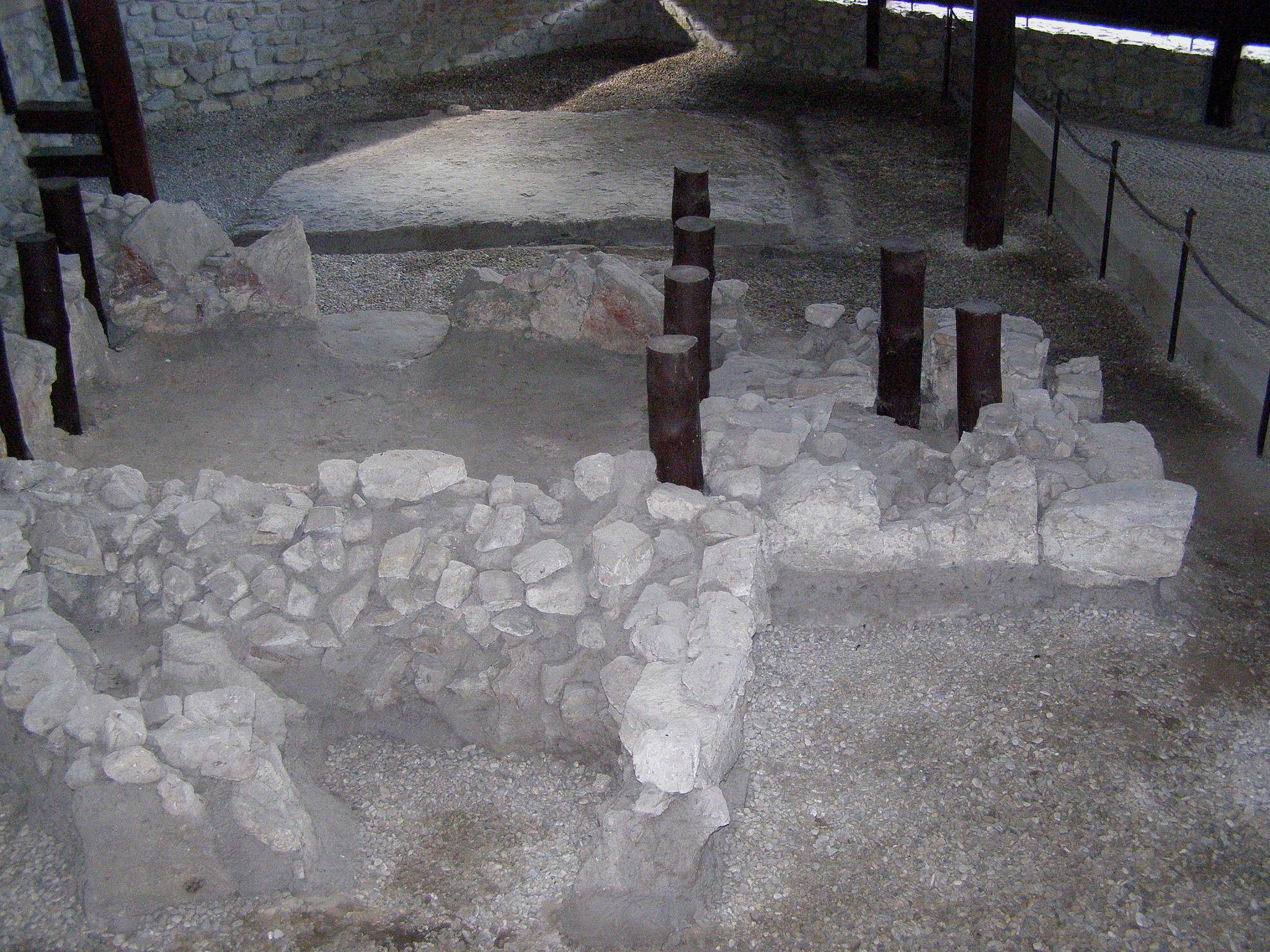
Základy raně křesťanské kaple na Devínském hradě, zjištěné archeologickým výzkumem v roce 1975

Období Sámovy říše, charakterizované vzestupem materiální a duchovní kultury, bylo důležitým předpokladem pro pozdější vznik prvního slovanského samostatného státního útvaru – Velké Moravy – kde Devín se stal součástí Nitranského knížectví. Ve velkomoravských dějinách měl Devín důležitou roli. Na strmém skalnatém ostrohu přebudováním někdejší římské pevnosti vzniklo mohutné hradiště tvořící nárazníkový štít proti expanzi Franské říše.
Z hlediska Slovenských národních dějin z raně středověkých období nejvýznamnějším bylo období 9. století a vláda velkomoravského knížete Rostislava (846-870). Rostislav je jedinou historickou osobností v dějinách Velké Moravy, jejíž jméno můžeme na základě historických zpráv spojovat s Devínem. Základním literárně historickým pramenem pro poznání událostí tohoto období jsou známé Fuldské letopisy (Annales regni francorum orientalis). Z nich se dozvídáme o důležitých událostech vztahujících se k tomuto území, zejména o stycích slovanského státního útvaru s Východofranskou říší. Významnou je zpráva z roku 864, týkající se vojenské výpravy východofranského krále Ludvíka II. Zpráva kromě historické hodnoty je zajímavá i tím, že poprvé se v ní přímo objevuje pojmenování Devín (Dowina):
| „ | Hludowicus rex mense Augusto ultra Danubium zum manu valida profectus Rastizen in quadam civitate, quae lingua gentis illius Dowina, id est puella dicitur, obsedit | “ |

(Král Ludvík vypravil se v měsíci srpnu s velkým vojskem za Dunaj, oblehl Rastice v (jakémsi) městě, které se v řeči onoho národa jmenuje Dowina, tj. dívka.)
Devín byl důležitým centrem říše a určitě jednou z nejdůležitějších jejích fortifikačních staveb. Jako významný pevnostní objekt chránil nejen hranici říše, ale i důležitou křižovatku obchodních cest a oba zdejší říční brody – dunajský a brod přes řeku Morava. Proto zde Rastislav nechal vybudovat mohutnou pevnost chráněnou nejen přírodními podmínkami ale i předsunutými hradišti.
Dokladem kulturní a duchovní vyspělosti našich předků a výjimečnosti Devínského hradiště v politicko-správním systému Velké Moravy se stal nález velkomoravského kostela z druhé poloviny 9. století. Kostel byl kombinací centrální a podélné jednolodní dispozice (délka lodě 16,9 metru) západovýchodní orientace. Stavba byla na východní straně ukončena třemi půlkruhovými apsidami na tzv. trojlístkovým půdorysu. Na základě toho vědci poukázali na typologickou shodu s podobnými sakrálními stavbami v Zadunají. Podle nalezených zlomků omítek s různými motivy fresek se dozvídáme o výzdobě kostela. Předpokládá se, že již v průběhu následujícího století kostel zanikl.

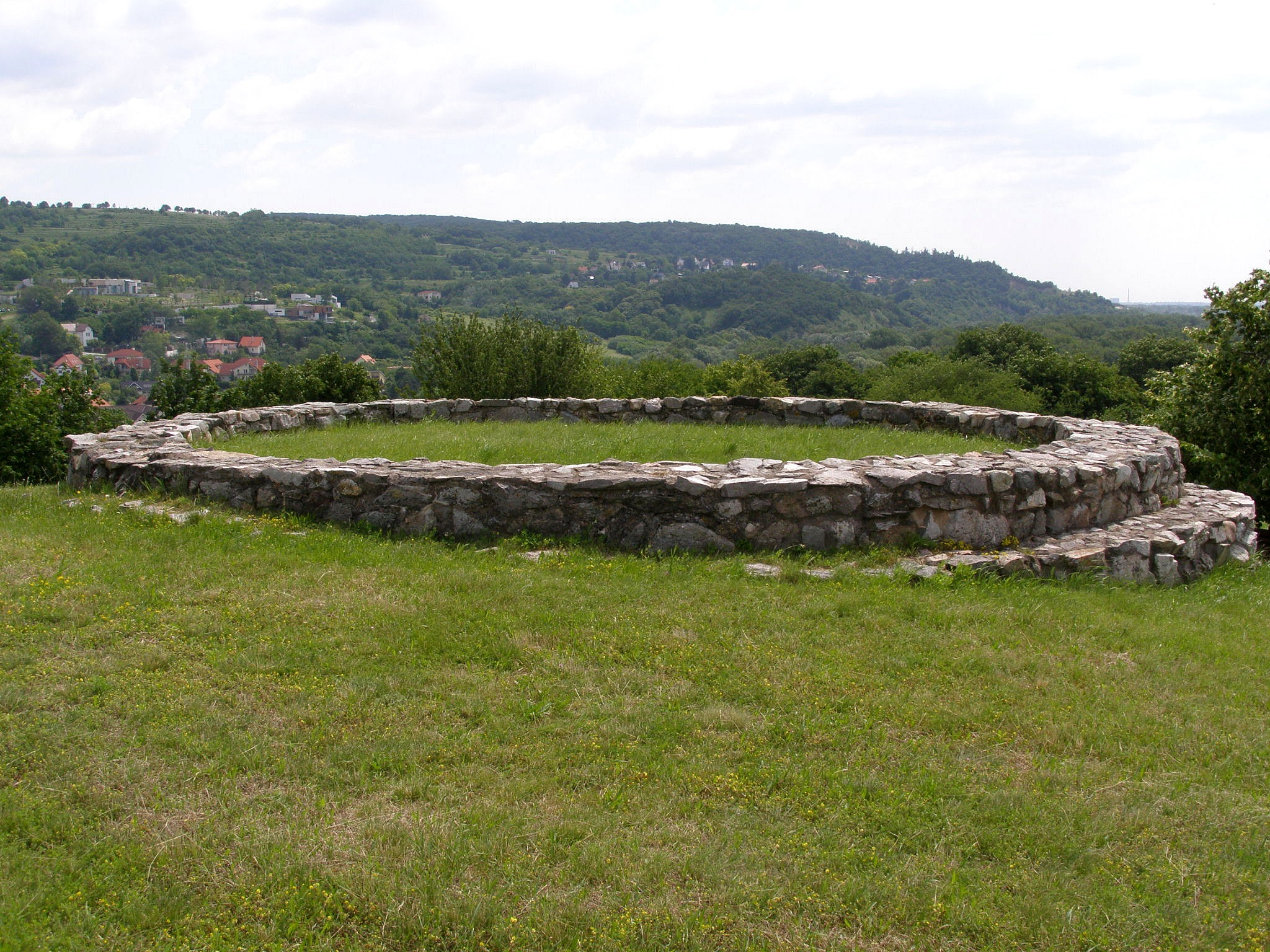
Základy raně gotické kaple z 11.–13. století na Devínském hradě

Rostislav dal vybudovat na Devíně a v jeho bezprostředním okolí důmyslný obranný systém, o kterém se s obdivem vyjadřovali i jeho nepřátelé. Jeho součástí byla i menší hradiště na svazích Devínské Kobyly, z nichž dvě (Na písku a Nad lomem) byla objevena na severozápadním výběžku kopce. Chránila Devínské hradiště ze severu, ze strany Moravského pole a přechodu přes řeku Moravu.
Do období panování knížete Rostislava spadá jedna z nejvýznamnějších události slovenských dějin – příchod soluňských bratří Konstantina a Metoděje na území Slovenska v roce 863. Předpokládá se, že Dunaj překročili buď u Komárna, nebo u Bratislavy v oblasti Děvína. Zásluhou byzantské mise se i slovenské území natrvalo zařadilo mezi kulturní evropské země.
Velká Morava dosáhla svého vrcholu a největšího územního rozsahu za panování Rostislavova synovce Svatopluka. Jeho smrtí v roce 894 nastal úpadek říše, ke kterému velkou měrou přispěly rozbroje mezi jeho syny Mojmírem II. a Svatoplukem II.
Po zániku Velké Moravy význam hradiště upadal. Nic na tom nezměnil ani vznik Uherského království, kdy se Devínský hrad nestal komitátním, tedy sídelním hradem stolice, ale pouze pohraniční pevností. Spolu s dalšími hradními objekty postavenými na vrcholech malokarpatských hor byl zařazen do soustavy hraničních obranných staveb, která měla hlídat strategicky důležitou západní hranici země.

## Majitelé hradu a stavební dějiny
Dějiny gotického hradu, který se vyvinul z malé pohraniční pevnosti, jsou těsně spjaty s obcí ležící pod jeho zdmi. První písemná zmínka o ní je v listině z roku 1254, v níž se uvádějí vinice pilišského opatství. V listině z roku 1327 se obec vzpomíná jako vila Thebyn V roce 1353 se Devín v listinách připomíná jako město (civitas). Z uvedeného období pochází i obecní pečeť s okřídleným býkem, symbolem evangelisty Lukáše.

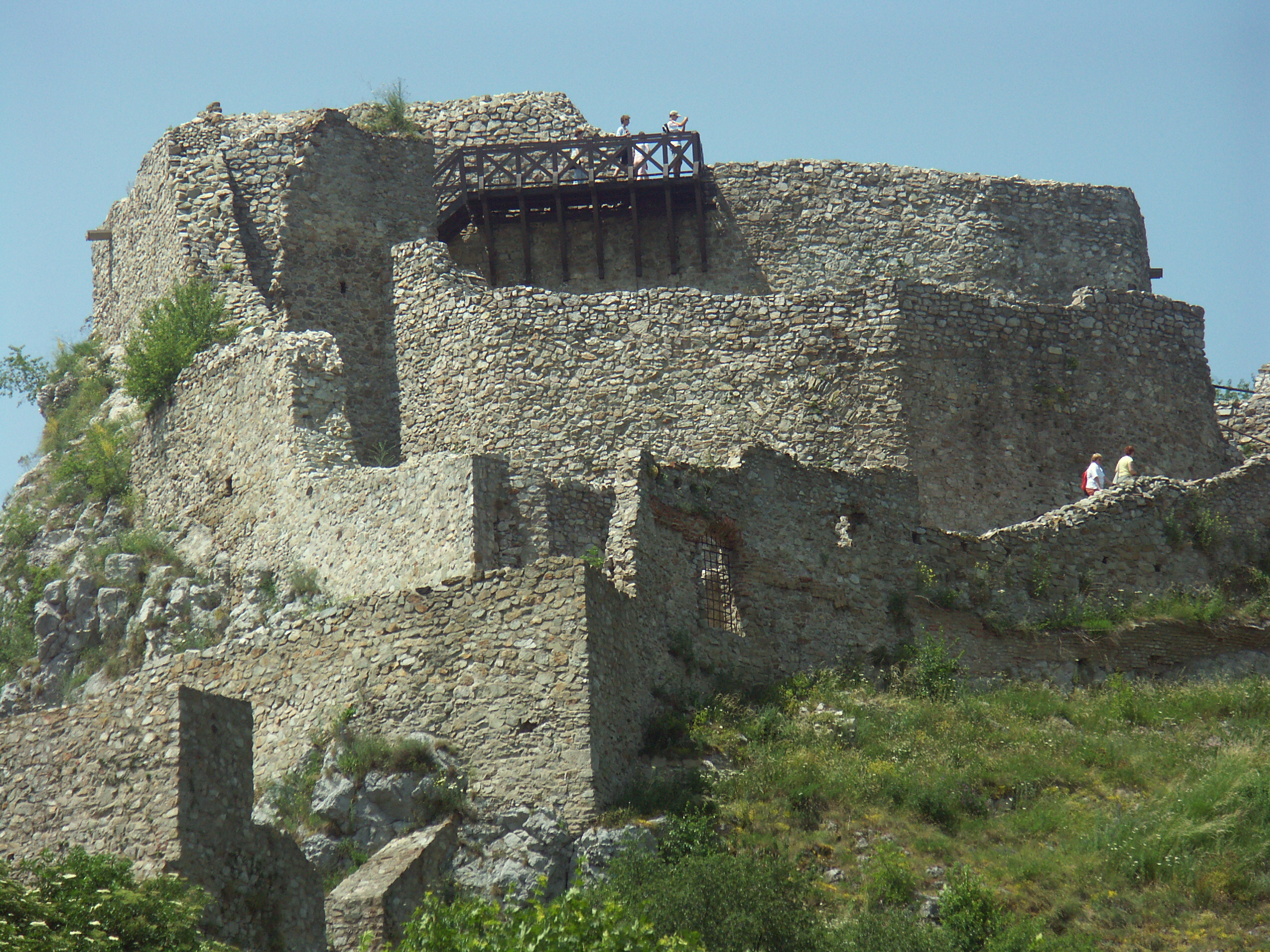
Detail horního hradu, nejstarší části hradního areálu

Jeho vývin však v pozdějším období ustal a z Devína se město v pravém slova smyslu nikdy nevyvinulo. Paradoxně to zapříčinily okolnosti, které byly kdysi pro toto území výhodou – ze severu na něj tlačil strmý svah Devínské Kobyly, ze západu rozvoji bránil tok Moravy, z jihu byl Devín zahrazen mohutným korytem Dunaje.
Stavební historie hradu se začala psát koncem 12. a začátkem 13. století, kdy zde vznikla nová kamenná pevnost. Pevnost, v té době majetek uherské královské koruny, nahradila někdejší velkomoravské hradiště a stala se významným článkem pohraniční obranné linie chránící rakousko-uherskou hranici.
V tomto období hrad sestával z mohutné kamenné šestiboké věže, zabírající celou horní část skalního bradla, a malého předdvoří. Z tohoto objektu se dodnes zachovaly pouze skromné zbytky obvodových zdí. Vzhledem k tomu se ví velmi málo o jeho vnitřním členění. Jediný přístup na hrad vedl z východní strany po šíji hradního kopce.
Jako pohraniční pevnost byl hrad majetkem uherské koruny. Po vymření Arpádovců v roce 1301 patřilo západní pohraničí Uherska rakouskému vévodovi Rudolfu Habsburskému. Devín i několik pohraničních hradů s obcemi byly majetkem Otta z Tallesrunnu, který se ho v roce 1322 dobrovolně vzdal ve prospěch uherské koruny. Z období vlády Karla Roberta I. z Anjou pochází i záznam z roku 1340 se jménem kastelána hradu Filipa: "magistr Philippus, vicecomes et castellanus Posoniensis et castri divení".
Následujících téměř sto let byl hrad královským majetkem. 26. května 1419 ho král Zikmund Lucemburský i s přilehlými majetky daroval uherskému palatinovi Mikulášovi Garayovi. Za tento čin mohl Mikuláš vděčit zřejmě i své manželce Anně Celjské – byla totiž starší sestrou Barbory, Zikmundovy manželky.
Následujících téměř čtyřicet let byl osud hradu i městečka úzce spojen s tímto význačným šlechtickým rodem pocházejícím z dnešního Chorvatska.
Mikuláš Garay (původně z Gary) vybudoval z malé pohraniční pevnosti feudální panské sídlo stavěné ve stylu pozdní gotiky. Hrad rozšířil směrem na východ. V jihovýchodní části hradního kopce dal vybudovat gotický obytný palác, nazvaný garayovský, který měl přízemí a dvě patra. Místnosti měly ploché, trámové stropy a některé byly vytápěny krbem. Z východní strany se k paláci připojovala půlkruhová bašta. Vznikl tak ucelený stavební komplex středního hradu. Jeho prostor ohraničovala hradební zeď, jejíž součástí se stala polygonální věž, západní brána s padacím mostem a malým vodním příkopem, jakož i další brány – severní a jižní, vybudované pod skalním bradlem. Z tohoto období pochází i hradní studna v západní části nádvoří; byla vybudována z horní a dolní části z pískovcových kvádrů opatřených kamenickými značkami.

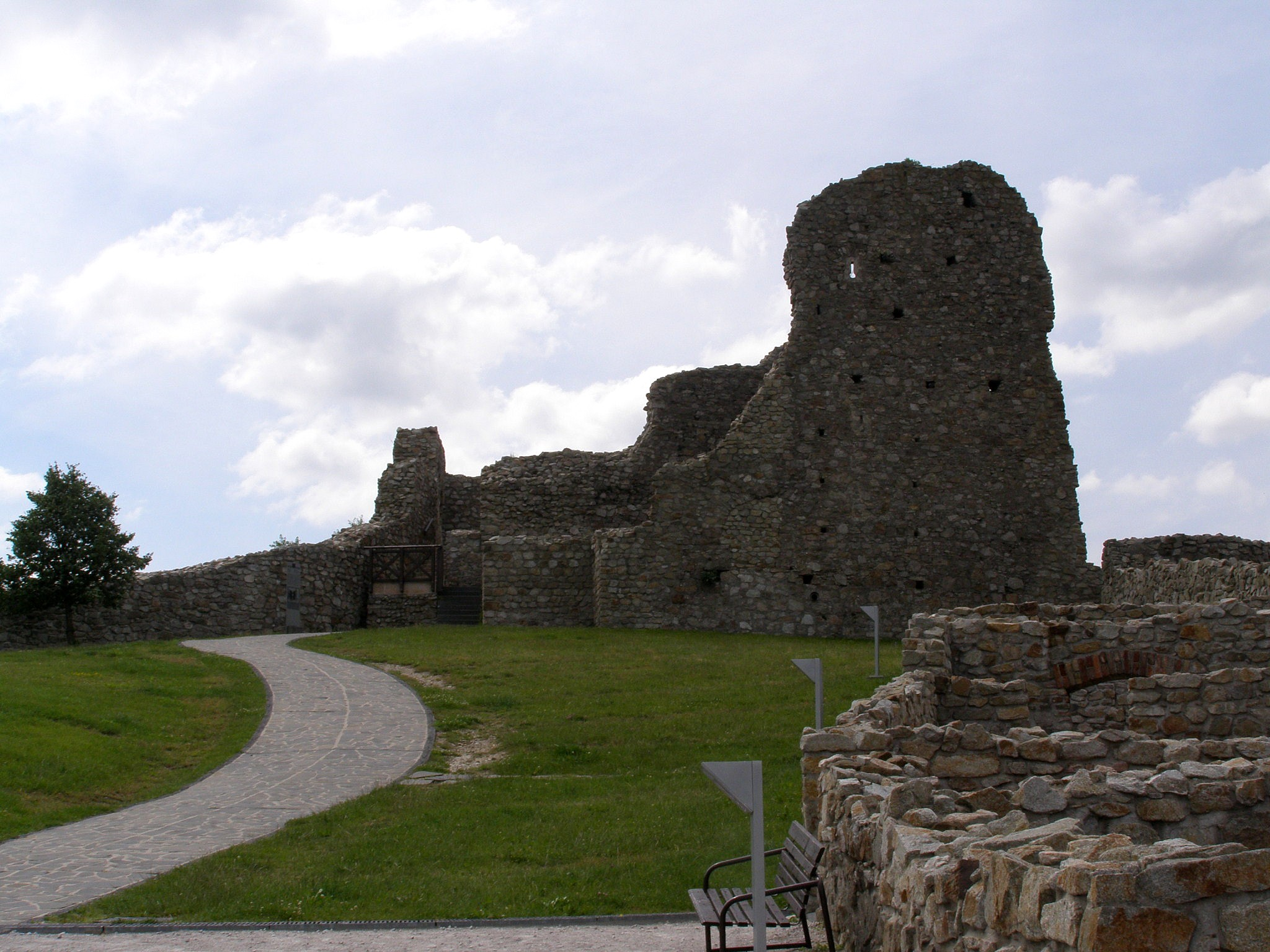
Celkový pohled na zdivo gotického obytného paláce Garayů ze začátku 15. století

V lednu 1432 (rok před svou smrtí) rozdělil Mikuláš Garay část svých majetků mezi své dva syny. Pánem Devínského panství se stal Ladislav, který později dosáhl významného politického postavení (v roce 1447 se dokonce stal uherským palatinem). Hrad spravoval až do své smrti v létě roku 1460.
V roce 1435 vydal král Zikmund nařízení, kterým přikazoval opevnit všechny hrady od Bratislavy až po Skalici. V souvislosti s tímto nařízením bylo vybudováno na Děvíně nové opevnění v západní části hradního vrchu, obrácené k řece Morava. Opevnění tvořila polygonální bašta a hradební zeď se vstupní branou a předbraním.
Na období let 1460–1527 se novými majiteli stali hrabata z Juru a Pezinku. Během panství tohoto rodu procházelo vlastnictví hradu mezi jednotlivými členy různými cestami. Starobylý rod s několika hlavními členy dosáhl svého vrcholu v osobách bratrů Jana a Zikmunda. Ján (III.), ačkoli byl dvakrát ženatý, zemřel bezdětný. Majitelem Devínského panství se stal jediný syn Zikmunda, Tomáš. Ani on neměl potomky, a tak po jeho smrti připadl hrad dalšímu Zikmundovu bratru Petrovi. Po jeho smrti v roce 1517 (stejně zemřel bez potomků) se Devína zmocnili bratři Wolfgang a František z Pezinku, pocházející z jiné linie rodu. Protože však nedisponovali nástupnickými právy, museli hrad vrátit královské koruně.
Hrabata z Juru a Pezinku dále zvelebovala hradební obranný systém. Koncem 15. století dala postavit tzv. severní bránu, kterou se na hrad vstupovalo od obce. U brány byl výzkumem odkryt dvouinteriérový objekt z 15. století, jehož poloha a architektura svědčí o využití hradní stráží. V jihovýchodní části dolního hradu byla postavena nová brána, která je první architekturou na hradě zařazovanou do období renesance.

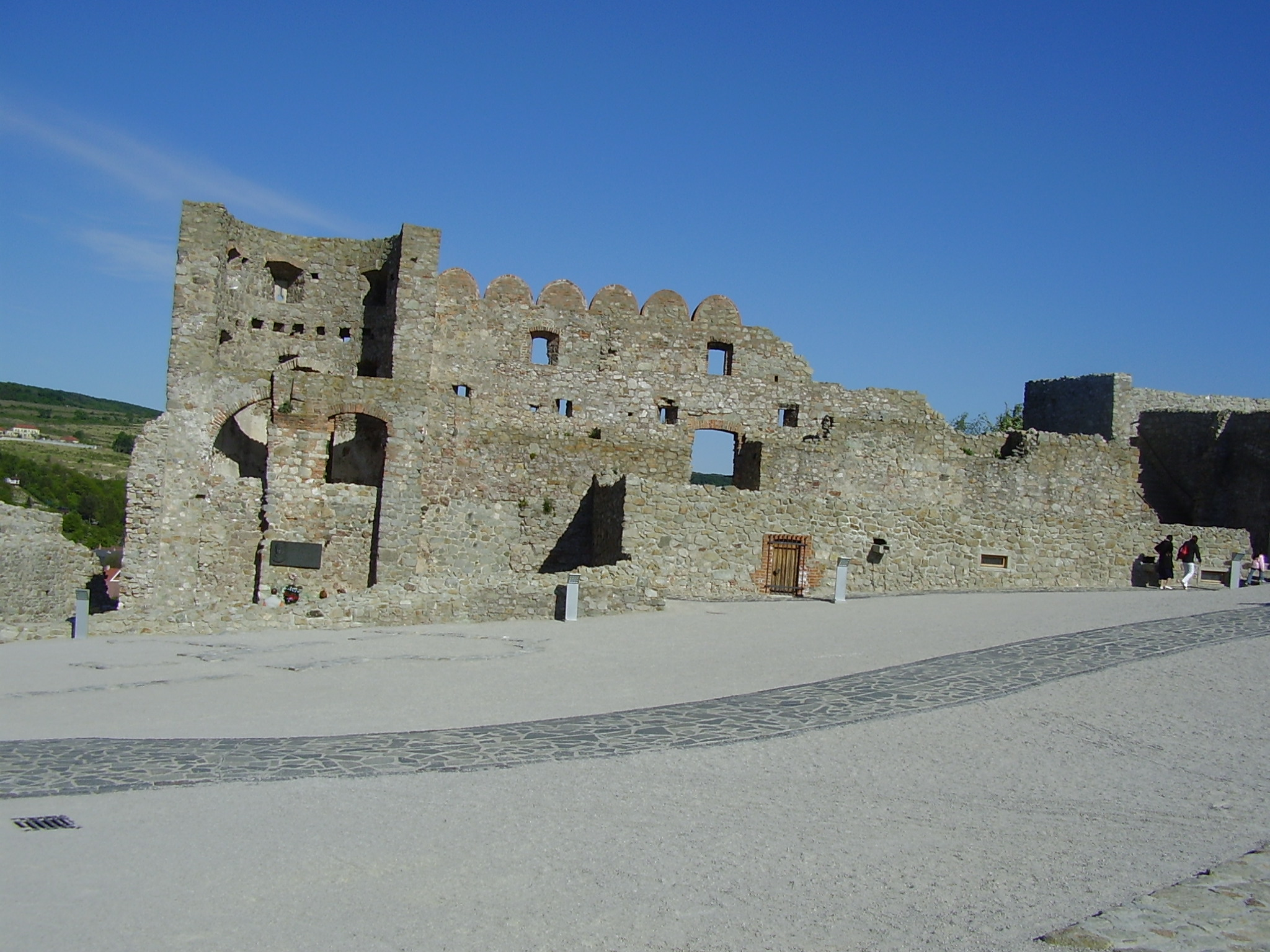
Zbytky paláce Báthoryů na středním hradě

Přelomovým rokem se stal rok 1526. Po osudné bitvě u Moháče se hradu nakrátko zmocnil Ján Zápolský. V následujícím roce hrad dobylo císařské vojsko a císař a uherský král Ferdinand I. Habsburský za věrnost habsburskému dvoru daroval hrad Štěpánovi (III.) Báthorymu (Štěpán mimo jiné pomohl Ferdinandovi I. získat uherskou korunu), uherskému palatinovi. Na následujících téměř osmdesát let se hrad dostal do držby jednoho z nejvýznamnějších uherských rodů, jehož předkové přišli v 11. století do Uher. Své jméno získali poté, co se v roce 1279 usadili v lokalitě Bátor (dnešní Nyírbátor) v severovýchodním Maďarsku. V 14. století se rod rozdělil na dvě větve – ečedskou a šomjóskou. Palatin Štěpán Báthory pocházel z ečedské větve
Štěpán Báthory vlastnil hrad pouze tři roky, protože v roce 1530 na hradě zemřel. Vzhledem k tomu, že nezanechal mužského potomka, přešlo Devínské panství na jeho bratra Andreje (II.). Ten se vyznamenal v moháčské bitvě a v roce 1527 ho král Ferdinand jmenoval hlavním taverníkem. Po jeho smrti v roce 1534 se majitelem stal jeho syn Andrej (III.). Ani z jednoho ze dvou manželství neměl potomka, a tak se po jeho smrti, 4. října 1566, majitelkou stala jeho druhá manželka Katarína Mindszenty. V roce 1570 převzal z jejích rukou panství bratr jejího manžela Mikuláš (II.). Mikuláš měl významné postavení v království; mimo jiné byl přítomen korunovaci Maxmiliána II. v září 1563 v prešporském Dómu svatého Martina.
Posledním majitelem Devínského hradu z rodu Báthoryů byl Štěpán (V.) (1555–1605), starší bratr známé čachtické paní Ažběty Báthoryové. Jeho smrtí v roce 1605 vymřela ečedská větev rodu.
Dva roky před smrtí sepsal testament, ve kterém devínské panství odkázal své sestře Alžbětě. Zvláštní souhrou okolností však vlastnictví na Alžbětu nepřešlo. Vykonavatelem poslední vůle Štěpána Báthoryho byl správce hradu Michal Bai. Jelikož se nikdo z pozůstalých Štěpánových dědiců v té době nedomáhal pozůstalosti, tak se držitelem Děvína stal právě Bai. Po jeho smrti v roce 1606 na jeho místo nastoupil manžel jeho dcery Zuzany, Ján Keglevič.

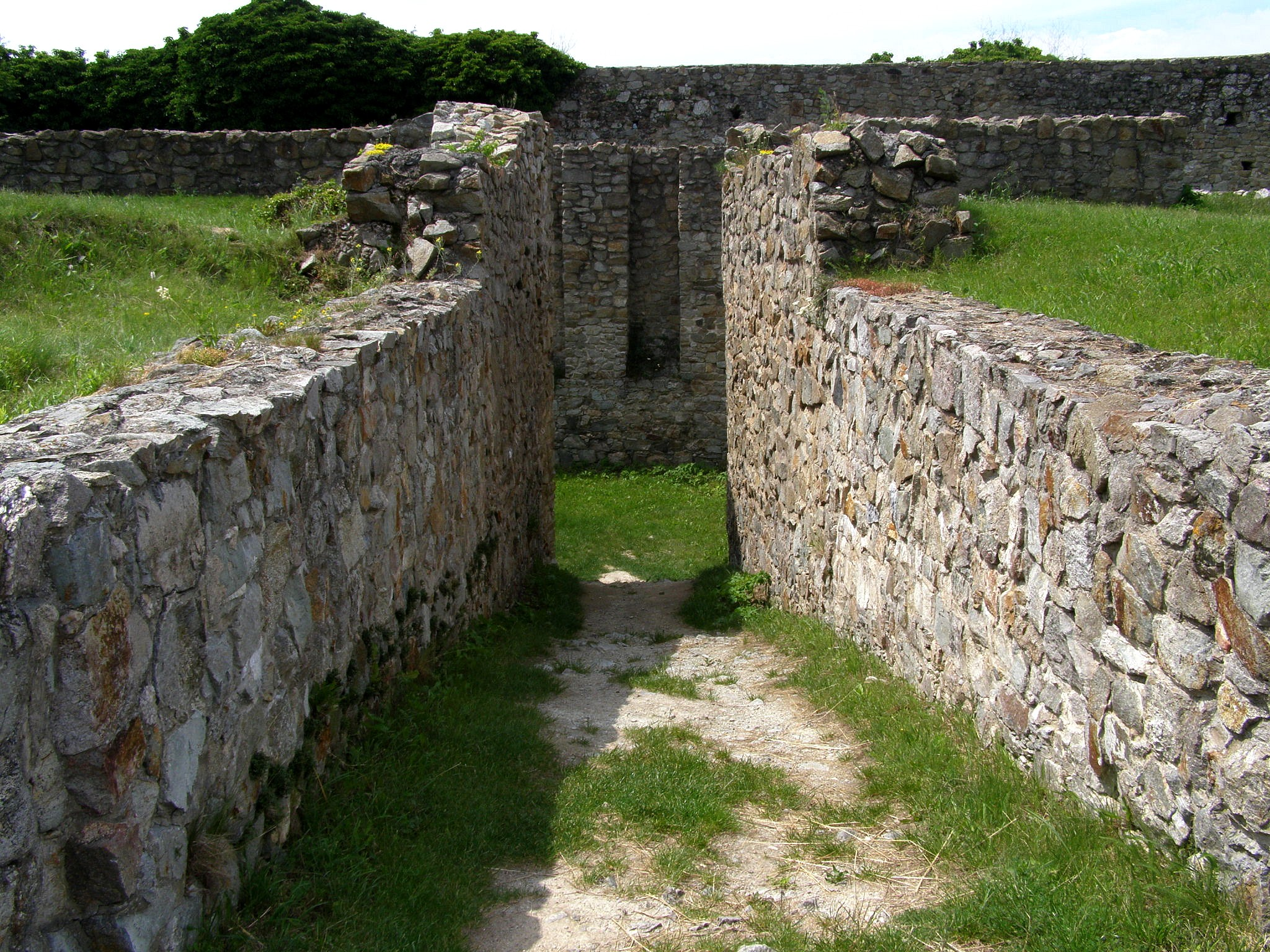
Z období panství Pálfiovců pocházejí zbytky tzv. muničního skladu

Až v říjnu 1606 si začala dělat nároky Štěpánova sestra Alžběta, která mezitím ovdověla. Keglevič však nebyl ochoten hrad vydat. Spor jakož i majetkové nároky měl vyřešit zemský sněm v roce 1606. Přestože uherské stavy rozhodly o odnětí hradu Keglevičovi a jeho připadnutí královské koruně, Keglevič se ho nadále nemínil vzdát. Nakonec ho od krále Matyáše II. získal do zástavy. Jako majitel se však o svůj majetek vůbec nestaral a velmi si rozzlobil i devínské poddané. Ti se u panovníka dovolávali dodržování svých privilegií. Na zákrok královského fiskála 4. září 1617 král Matyáš II. Devínčanům potvrdil jejich stará práva a svobody. O konci Keglevičova panství nejsou zprávy.
Příchodem Báthoryových nastal na hradě čilý stavební ruch a dnešní vzhled hradu (zejména jeho střední části) je výsledkem přestavby právě během jejich panství. Ti vybudovali na středním hradě nové palácové křídlo ozdobené obloučkovou atikou a arkýřem (jeho vzhled dnes dokládá část zachovaného zdiva) a v duchu tehdejší módy upravili hradní budovy v renesančním stylu. Dále zdokonalovali i hradní opevnění, zejména v jihozápadních a jihovýchodních částech hradního bradla. Z tohoto období pochází i známá malá polygonální bašta zvaná Jeptiška, jediný pozůstatek několika strážných věžiček na jižním úbočí, opředená několika pověstmi.
Posledními vlastníky devínského panství byli Pálffyové (slovensky Pálffyovci, též Pálfiovci), kteří ho spolu s jinými majetky v Prešpurku a okolí získali v roce 1635. Prvním majitelem se stal Pavel (IV.), třetí syn slavného "turkobijce" Mikuláše Pálfiho. Po Pavlově smrti 26. ledna 1653 přešlo panství na jeho manželku Františku Khuen de Belassi.

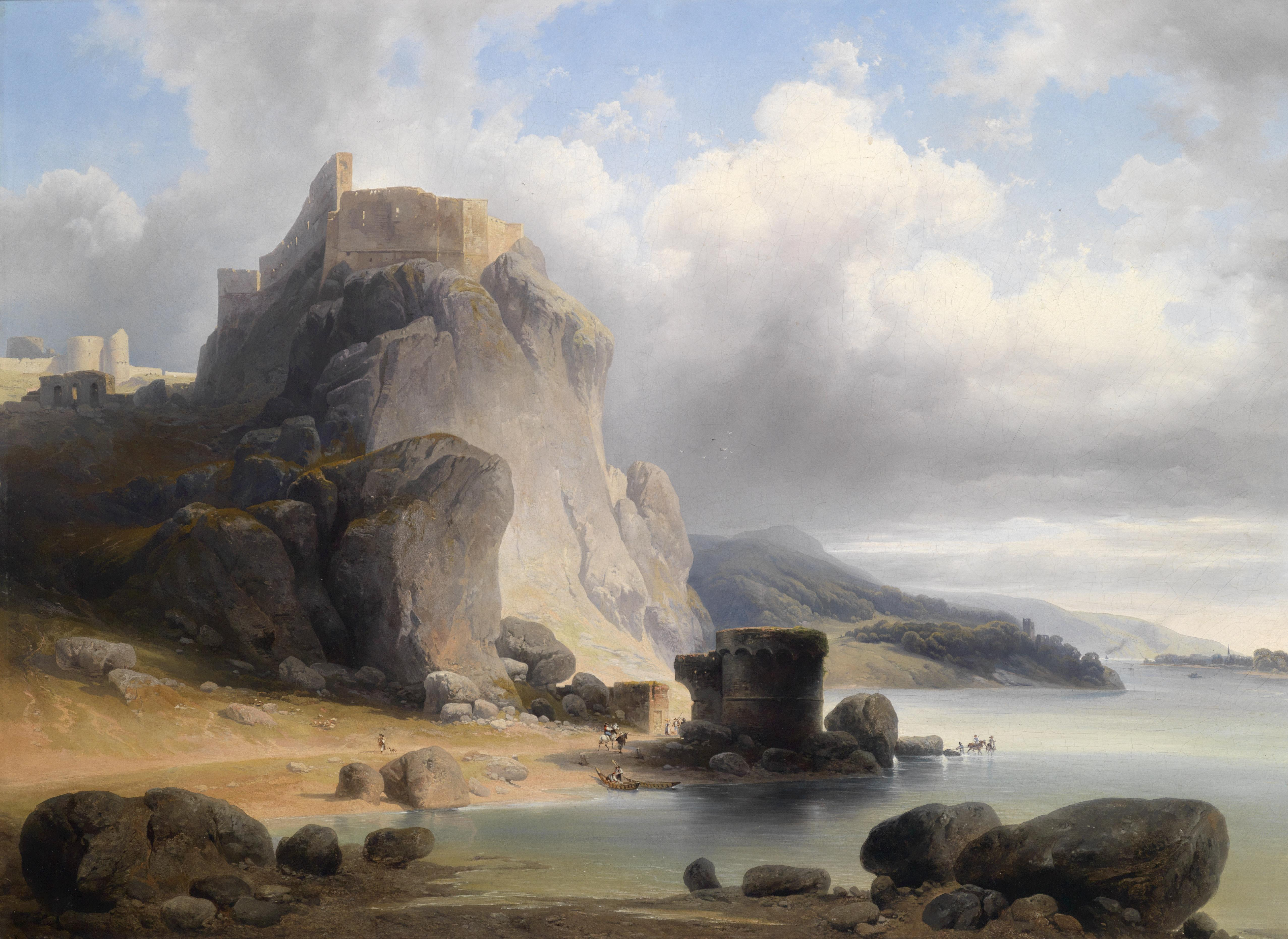
Hradní ruiny na olejomalbě Josefa Holzera z roku 1864

Dalším vlastníkem hradu byl Pavlův starší syn Jan (III.) Anton (1642–1694). Byl dvakrát ženatý, ale ani z jednoho sňatku nevzešel právoplatný dědic. Jeho první manželka Anna Terezie byla pravnučkou Alžběty Báthoryové. Jako pohrobek z druhého manželství se mu narodila dcera Marie Barbora, a jelikož se majetek dědil pouze po mužské linii, jeho dědicem se stal mladší bratr Jan (IV.) Adam Karol (1645–1694). Po smrti Jana Karla, 3. září 1694, se panství dostalo do držení jeho staršího syna Mikuláše (VI.) Josefa (1671–1706). Protože neměl potomky (jeho jediný syn zemřel v dětském věku), byl posledním mužským potomkem této větve pálfiovského rodu.
V roce 1707 přišlo k dělení pálfiovských majetků a Devínský hrad s panstvím připadl vnukovi Pavlova bratra Štěpána II. Mikulášovi IV. (1657–1732). Podobně jako několik jeho předků i on dosáhl významného postavení; vrcholu dosáhl v roce 1714, kdy se stal uherským palatinem. Jeho dědicem byl nejstarší syn Leopold I.(1681–1720) a po něm Mikuláš VII.
Pálffyové na hradě nesídlili a panství spravovali prostřednictvím správců. Během jejich vlastnictví hrad neprošel zásadními stavebními úpravami; ty se hlavně týkaly udržovacích prací. Pravděpodobně jediným stavebním počinem Pálfiů byla výstavba částí hospodářského traktu na středním hradě.
Devínský hrad za Pálffyů poměrně šťastně unikl osudu většiny slovenských hradů, nebyl totiž po Satmárském míru zničen. Co však neudělala císařská vojska, provedli Napoleonovi granátníci v roce 1809.
V květnu uvedeného roku Napoleon dobyl Vídeň a o měsíc nato jeho dělostřelectvo z pravé strany Dunaje ostřelovalo Bratislavu. Ještě v témže roce Napoleon odtáhl a při odchodu jeho vojáci vyhodili Devínský hrad do vzduchu. Pálffyové už nevynaložili větší úsilí na jeho opravu. Hrad postupně beznadějně chátral a správu devínského panství přeložili do Devínské Nové Vsi. Hrad byl v jejich majetku až do 21. ledna 1939, kdy přešel do rukou česko-slovenského státu (sedm let předtím – 29. října 1932 – Zemský výbor slovenský zakoupil ruiny hradu Devín od posledního potomka Ladislava Pálfiho).

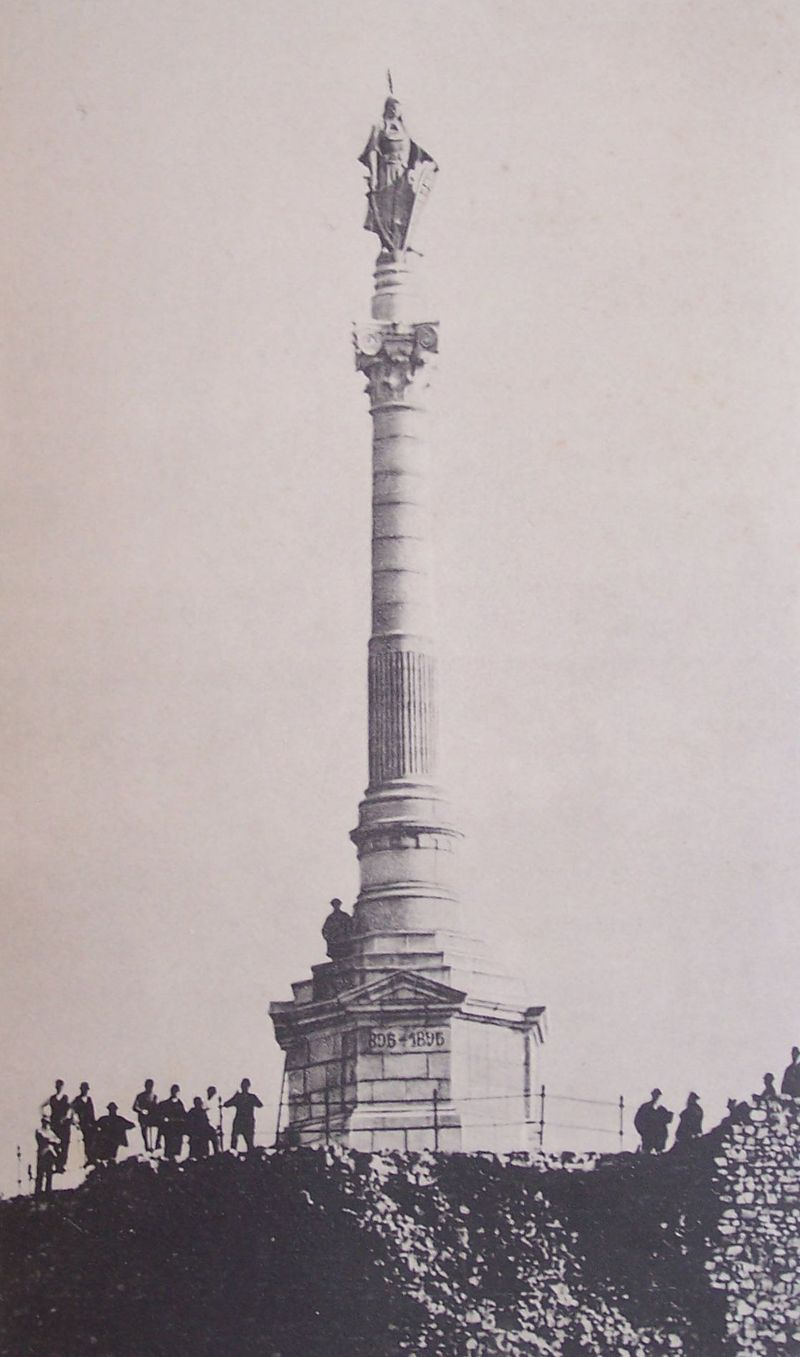
Dobový záběr tisíciletí památníku na devínském hradním kopci

V období přetrvávajících protislovanských tlaků a sílící maďarizace se myšlenky mladé slovenské inteligence upínaly k duchovnímu odkazu pro Slováky tak přitažlivého historického období, jakým byla Velká Morava. Od počátku národního obrození Devín symbolizoval slovanskou minulost a národní hrdost Slováků a také důkaz společné slovanské historie Čechů a Slováků. V literárním díle Jána Kollára a Jána Hollého ožívaly myšlenky národního uvědomění. Podle nich byl Devín symbolickým začátkem slovenské země a spojoval v sobě tradice Velké Moravy a cyrilometodějské mise. Hrad se začal chápat jako hlavní sídlo Velké Moravy a Slovenska. „Kult“ Devína vyvrcholil při památném výletě štúrovců na Devín 24. dubna 1836. Zde Štúr a jeho družina na „hroboch dávnej slávy“ přísahali věrnost národu a jeho tužbám. Devín byl vnímán jako historický symbol také dalšími uherskými vlastenci, a to zejména jako západní vstupní brána do Uherska a pevnost, která odolala tureckému tlaku.
V roce 1896, při „příležitosti tisíciletého výročí zaujetí vlasti“ a ve snaze demonstrovat maďarskou dominanci, uherská vláda dala postavit na skalním ostrohu horního hradu monumentální pomník arpádovského bojovníka. Podobné pomníky byly rozmístěny také v jiných částech státu. Zdaleka viditelný pomník měl vzhled pylonu. Základ tvořil osmiúhelníkový podstavec s průměrem 6,5 metru, na kterém byl vztyčen sloup zakončený korintskou hlavicí. Na hlavici stála 3,5 metru vysoká pískovcová socha bojovníka, která se levou rukou opírala o štít s reliéfním vyobrazením uherského znaku a v pravé držela volně spuštěný meč. Jako symbol maďarstva měl památník připomínat mocenský nástup Maďarů po pádu Velké Moravy. Dvaadvacet metrů vysoký monument byl dílem maďarského stavitele Gyuly Berczika (1853–1933) a sochaře Gyuly Jankovitse (1865–1932). Celé dílo zrealizoval známý bratislavský stavitel Alexander Feigler. Pomníku odhalenému 18. října 1896 padla za oběť značná část zbytků horního hradu. Téměř čtvrtstoletí tvořil pomník dominantu hradního bradla a po vzniku Československa zůstal důležitým symbolem maďarského revizionistického hnutí. Tři roky po skončení první světové války, 21. ledna 1921, byl vyhozen do vzduchu československými legionáři z defenzívho oddelení Slovenské spravodajské kanceláře.
Nový impuls dostala devínská tradice po roce 1918. Jeho vyvrcholením byl výlet slovenské mládeže na Devín v roce 1936 u příležitosti stoletého výletu štúrovců a osazení pamětní desky. Tento akt významně přispěl k tomu, že Slováci začali vnímat Devín jako důležité národní místo. V listopadu 1938 se stal Devín součástí Německé ríše. Myšlenka slovanství a spolupráce mezi slovanskými národy nezanikla ani po druhé světové válce. Těsně po jejím skončení se v srpnu 1945 na devínském hradním kopci uskutečnily z podnětu novináře a básníka Laca Novomeského a tehdejšího tajemníka Ministerstva zahraničních věcí ČSR Vladimíra Clementise první všeslovanské dny. Jejich tradice pokračovala ještě několik následujících let.
Myšlenku oživit slavnou historii hradu a přiblížit dnešnímu člověku život na středověkém hradě každoročně nabízí Festival šermu, hudby, tance a řemesel, který se na Devínském hradě koná v letních měsících pravidelně od roku 2004.

## Archeologický výzkum hradu a jeho obnova
Devínský hrad se svou strategickou polohou a pohnutou historií se zákonitě dostal do centra pozornosti jako důležitá lokalita archeologického bádání. Úsilí doložit historická fakta archeologickými důkazy se datuje již od počátku 20. století. Za prvního badatele v této oblasti se považuje Josef Zavadil (1855–1936). Jako vystudovaný filolog se zájmem o historii zkoumal nejen pravěk širokého okolí Devínské brány, ale svojí iniciativou stál za vznikem spolku Devín, zaměřeného na ochranu devínského hradiště. Byl členem několika historických spolků. Své poznatky publikoval v roce 1912 v monografii Velehrad Děvín a Nitra.
Již v následujícím roce archeologický výzkum na Devínském hradním bradle realizoval moravský badatel Innocenc Ladislav Červinka (1869–1952). Výzkumem hradiště získal materiál z rané doby bronzové a objevil zbytky obydlí z laténské doby. V jihovýchodní části hradního návrší zkoumal tzv. akropoli, kde odkryl základy kruhové stavby, řadový hřbitov a základy budovy obdélníkového půdorysu, kterou pokládal za ruiny staroslovanského paláce. Své poznatky zveřejnil v několika odborných pracích, např. Děvín a Velehrad (1912) nebo ve svém nejvýznamnějším díle Slované na Moravě a říše Velkomoravská (1928).

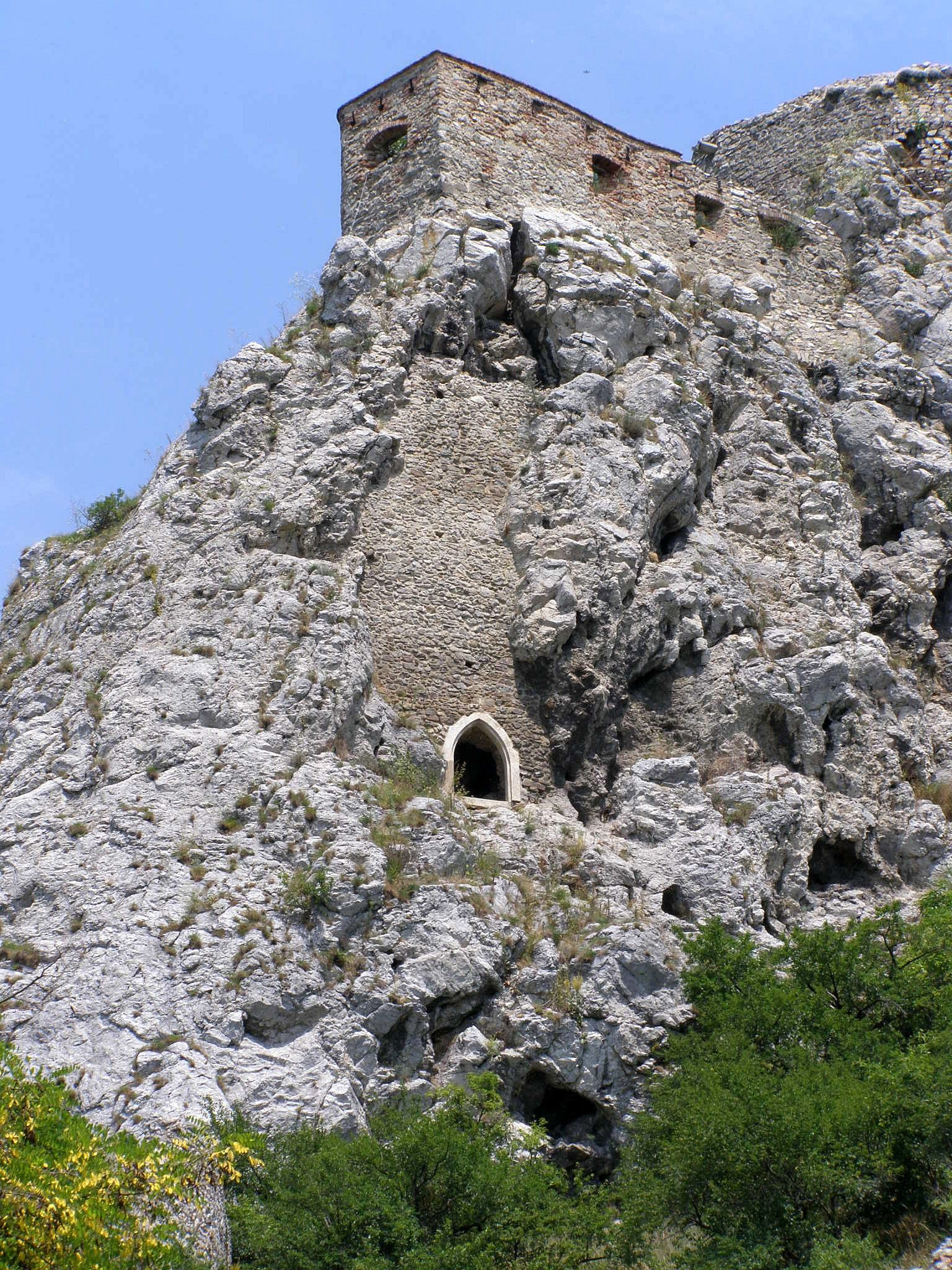
Jižní bradlo Devínska hradu. V dolní části gotický portál zabezpečující vstup do tzv. tunelové jeskyně

Významný podíl na odkrývání historie Devínského hradu měl jiný český archeolog Jan Eisner (1885–1967). Na nádvoří středního hradu objevil v roce 1936 základy římské stavby ze 4. století po Kr. a několik desítek hrobů v jihovýchodní části hradního areálu. Profesor Eisner se kromě výzkumu věnoval i organizátorské činnosti. Jeho zásluhou se podařilo převzít hradní areál do státní správy. 29. října 1932 se hradní zříceniny staly majetkem československého státu.
Od počátku vlastnictví státu ve třicátých letech 20. století lze pozorovat snahy o jeho záchranu a památkovou úpravu jako slavného svědka národní historie. Tyto snahy se však mohly naplno realizovat až po druhé světové válce.
Prvním impulsem bylo na jaře v roce 1950 svolání odborné komise Státním archeologickým ústavem v Martině, která měla prozkoumat možnosti obnovení archeologických výzkumů na Devíně s přihlédnutím k předválečným výsledkům, jakož i na poznatky získané z nejnovějších výzkumů slovanských hradišť v Čechách a na Moravě. Ústav se vzápětí podílel na financování terénních prací, které v červnu 1950 na Devíně začaly. Odborné vedení na výzkumech měl akademik Ján Dekan. Výzkumy prováděné v několika etepách trvaly kolem padesáti let, čímž zařadily Devín v rámci Slovenska k nejdéle zkoumaným lokalitám.
S přihlédnutím k výsledkům archeologicko-historického bádání i nezastupitelnému vkladu Devínského hradu do národních a slovanských dějin vyhlásilo předsednictvo Slovenské národní rady 27. února 1961 Devín – slovanské hradiště za národní kulturní památku SR.
V roce 1967 začaly odborné konzultace pracovníků Slovenského ústavu památkové péče a ochrany přírody v Bratislavě o konzervaci hradních objektů. Jejich výsledkem je záchrana hradních zřícenin a jejich zpřístupnění široké veřejnosti. Ani tak však archeologický výzkum na hradě neskončil. Dokladem toho je např. odkrytí základů tříprostorové sakrální stavby s trojlístkovým apsidovým uzávěrem v letech 1984–1985.
Pod názvem Hrad Devín - národná kultúrna pamiatka je areál Devínského hradu jednou z venkovních expozic Muzea města Bratislavy.

## Prohlídka hradu
Hradní areál zabírá podstatnou část hradního bradla nad soutokem řek Dunaj a Morava. Architektura pozůstatků jeho budov tvoří neodmyslitelnou kulisu mohutného návrší dominujícího širokému okolí.
Po příchodu hlavní, severní branou se návštěvník ocitne na rozsáhlém prostranství dolního hradu. Významnějšími objekty v této části jsou základy raně křesťanské kaple, zjištěné archeologickým výzkumem v roce 1975, základy budovy z osady pocházející z 11.-13. století a objekt tzv. strážnice z druhé poloviny 15. století.
Mezi dolním a středním hradem si návštěvník může prohlédnout základy a model velkomoravského kostela z druhé poloviny 9. století a apsidou s tzv. trojlístkovým půdorysem i pozůstatky raně gotické kaple z 11.-13. století, postavené na kruhovém půdorysu.

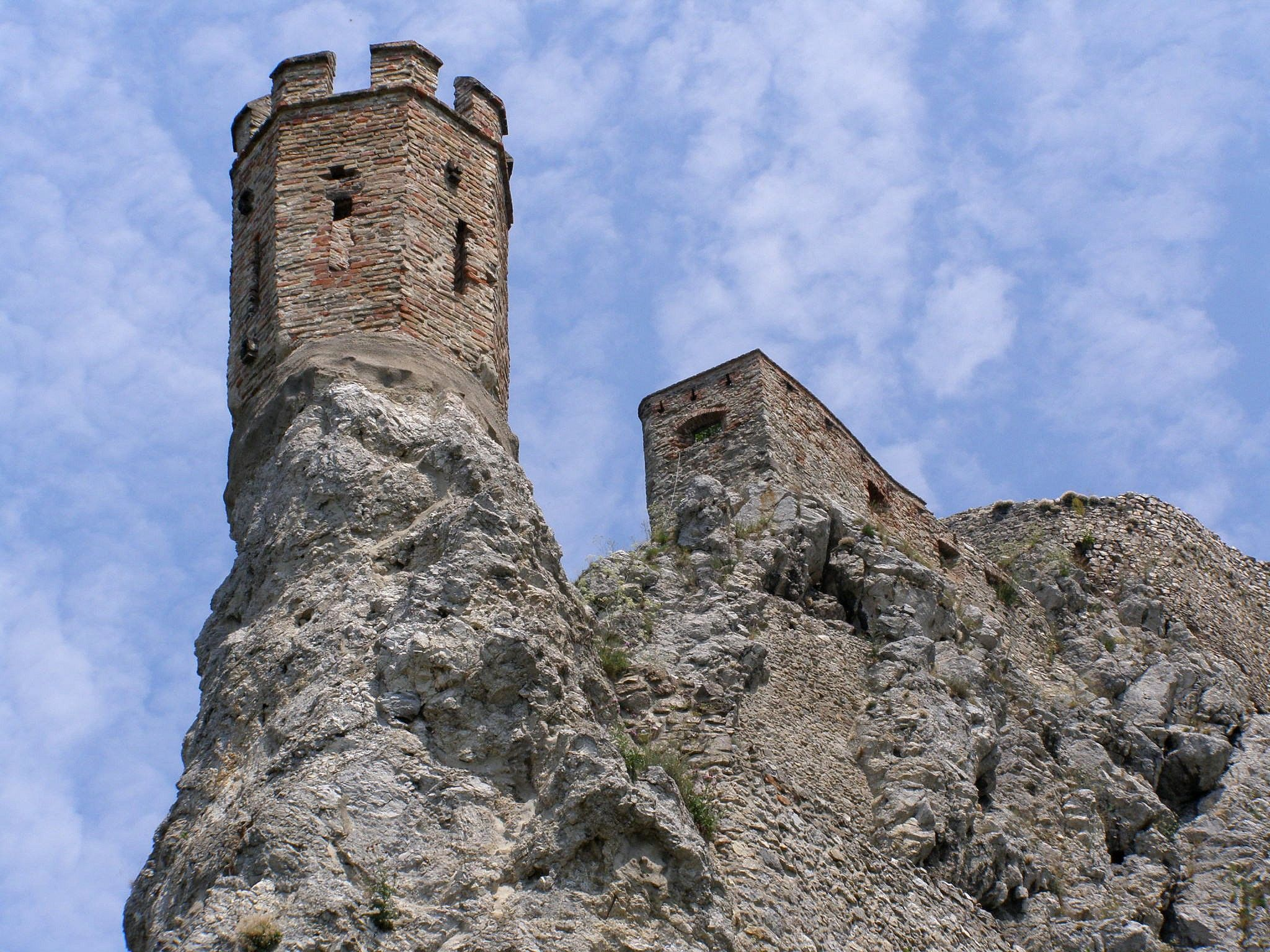
Pověstmi opředená věžička zvaná Jeptiška

Návštěvnicky nejzajímavější částí při prohlídce hradu je střední hrad. Jeho dominantou jsou zakonzervované zdiva renesančních paláců Báthoryů a Garayů. Kromě toho jsou zde odkryty základy římské stavby, objevené během archeologického výzkumu v 30. letech 20. století, jakož i zbytky obytných a hospodářských prostor. Rozsáhlému prostranství středního hradu dominuje šedesát metrů hluboká hradní studna v jeho severozápadní části. Její horní část je vybudována ze pískovcových kvádrů, střed je vytesán do skály, dolní část je zpevněná podobně jako horní.
V suterénu renesančního paláce se nachází výstavní síň využívaná na sezónní výstavy s tematikou historie hradu. Na zdi paláce je umístěna pamětní deska z roku 1936 připomínající sté historického výletu slovenské mládeže na Devín, kterou organizoval v roce 1836 Ľudovít Štúr, od akademického sochaře Jozefa Pospíšila.
Z vyhlídkové terasy středního hradu se otevírá výhled do okolní krajiny s do daleka se vinoucí tokem řeky Dunaj. Nad jeho soutokem s řekou Morava návštěvníkům neunikne pohled na malou věžičku zvaná Jeptiška (také Panenská věž), osamoceně se vypínající na strmém skalním hrotu. Vpravo od ní na jižním svahu hradního bradla špičatý gotický portál naznačuje vstup do tzv. tunelové jeskyně. Dosahuje délky 11,5 metru a výšku téměř devět metrů. Prochází celým hradním kopcem.
Ten zabírá nejstarší část – horní hrad – sestávající ze zbytků šestiboké, pravděpodobně dvoupodlažní kamenné věže a dvěma nad sebou umístěnými opevněnými plochami. Přístup na horní hrad vede krátkým můstkem přes obranný příkop. Horní hrad, v současnosti vzhledem k přetrvávajícím archeologickým a rekonstrukčním pracím, je pro veřejnost uzavřen.

## Devínský hrad v kontextu historických událostí
Oblast mezi Devínem a Bratislavou je hranicí nejen v geografickém (poslední výběžky Alp a první Karpat) ale také v politickém slova smyslu. Tato oblast v historických dobách ležela vždy na rozhraní dvou "světů": ležela na hranici Římského impéria a germánského světa, byla pomezím germánských Langobardů a prvních Slovanů, byla okrajovou zónou avarského kaganátu, ke které rozšířil hranice své říše Karel Veliký; v moderních dějinách se stala západní hranicí Uherska a východního Rakouska.
Strategická poloha Devínského bradla nad soutokem dvou řek hrála významnou roli od pravěku, přes římskou dobu až po středověk. Hradní zdi byly nejednou svědky událostí, které utvářely dějiny tohoto území.

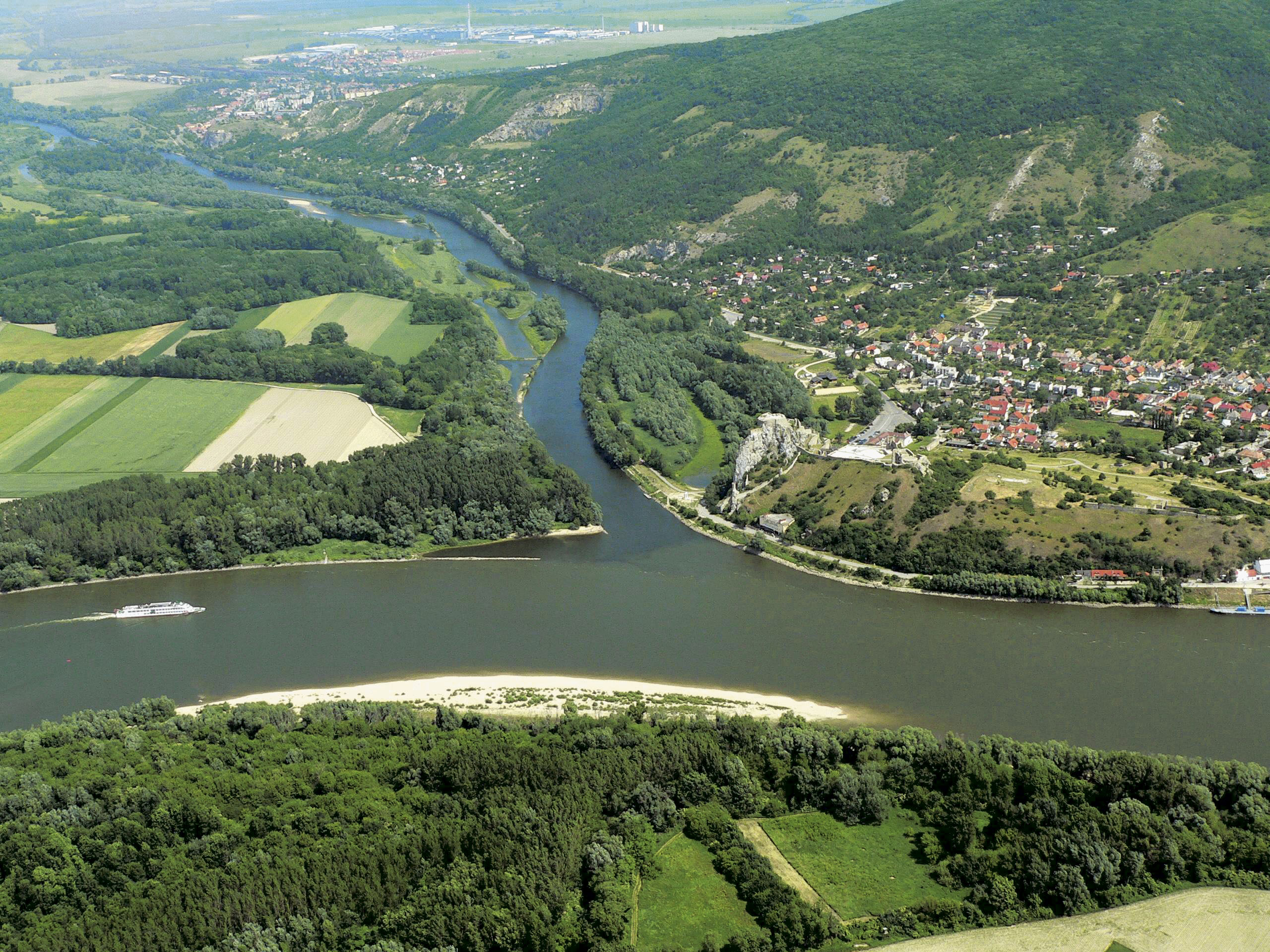
Letecký pohled na soutok řek Dunaj a Morava pod Devínským hradem

Již ve velkomoravských časech docházelo pod zdmi hradiště k bojové konfrontaci mezi slovanskými a franckými vojsky. Ke dvěma nejvýznamnějším událostem došlo v letech 855 a 864. Předcházel jim vývoj událostí po nástupu knížete Rostislava k moci. Když v roce 846 východofranských král Ludvík II. Němec dosadil na velkomoravský knížecí stolec Rostislava, předpokládal jeho loajálnost k říši. Zpočátku Rostislav tento předpoklad splňoval. Postupem času však jeho věrnost dostávala trhliny. Prvním náznakem odporu bylo v roce 850 Rostislavovo otevřené vystoupení proti francké expanzi. V následujících letech začal Rostislav podnikat z Děvína (od roku 858 upřednostňoval toto opevněné hradiště před svým hlavním knížecím sídlem v Mikulčicích) výbojné vpády po celé délce dunajské hranice. Touha "zkrotit" odbojného knížete vedla Ludvíka k zorganizování vojenské výpravy. Podle zprávy z roku 855 vytáhl s vojskem proti knížeti Rostislavovi, který se zdržoval ve svém hradě (podle jiných pramenů touto pevností byly Mikulčice.) Rozhodnutí Ludvíka Němce nedobývat Rostislavovu pevnost mělo hrozné následky pro okolí. Pokud totiž nemohl zničit centrum, vyplenil alespoň jeho zázemí, aby způsobil co největší materiální škody. Ve Fuldských análech o tom nacházíme zmínku: „Jeho vojsku se přesto podařilo zpustošit velkou část jejich země pleněním a požáry a vyhubit i nemalé množství nepřátel toužících napadnout královský tábor“. Rostislav se neuzavřel za hradby, ale aktivně podnikal protiútoky, napadal ustupující vojsko a vyplenil pohraniční kraje za Dunajem.
Významem důležitější byla Ludvíkova výprava proti Velké Moravě o devět let později. Její předehrou byla Rostislavova snaha zcela se zbavit závislosti na říši. Dal vyhnat bavorské kněží, které v roce 863 nahradili slovanští věrozvěstové Konstantin a Metoděj. Ludvík Němec se rozhodl definitivně skoncovat s Rostislavovým odporem a přimět ho k poslušnosti.
O výpravě z roku 864 se zmiňují Fuldské anály. Podle nich v srpnu uvedeného roku Ludvík překročil Dunaj a Rostislavovu pevnost, zvanou Dowina, nad soutokem Dunaje a Moravy obklíčil. Rastislav se opevnil na hradišti. Podle záznamu v letopisech Rostislav „... se neodvážil pustit do boje s královským vojskem a kromě toho se přesvědčil, že neexistuje možnost úniku.“ Ludvík také nechtěl hnát své vojáky proti opevněné pevnosti a riskovat tak velké ztráty. Zároveň však nehodlal dlouho tábořit pod Devínským bradlem, vystaven hrozbou napadení z vnitrozemí. Kromě toho si uvědomoval, že pro Rostislava je výhodou kromě dobře opevněného hradiště i podpora celé země. Začal proto s Rostislavem vyjednávat. Oba vladaři se tak vyhnuli otevřené srážce a dohodli se. Rostislav se zavázal zachovat králi věrnost a Ludvík s vojskem odtáhl.
Kromě této výpravy se toto místo stalo dějištěm dalšího bojového střetu Franků a Rostislavova synovce Svatopluka na sklonku Svatoplukova života.
Podle archivního dokumentu z roku 1223 se Devín dostal do rukou rakouského vévody Leopolda VI. Babenberského. Z roku 1233 zase pochází záznam, který se zmiňuje přímo o Devínském hradě. Říká se v něm, že rakouský vévoda Fridrich II. zv. Bojovný dobyl hrad a vypálil podhradní osadu.

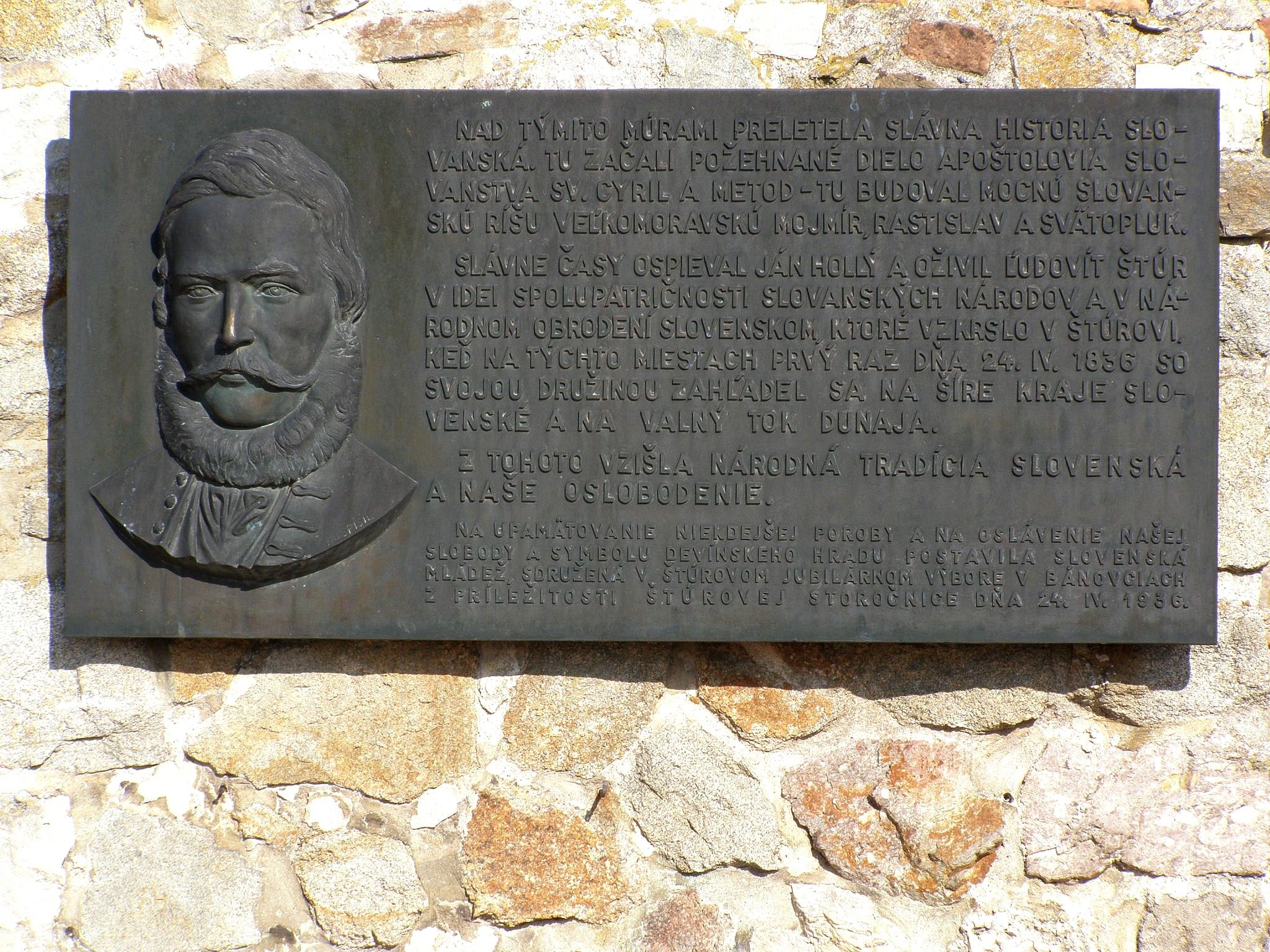
Pamětní deska z roku 1936, osazená u příležitosti 100. výročí výletu štúrovců na Devín 24. dubna 1836. Autorem díla je bratislavský sochař Jozef Pospíšil

V sedmdesátých letech 13. století byl hrad svědkem otevřených bojů mezi českým králem Přemyslem Otakarem II. a uherským králem Štěpánem V. Jejich přímému bojovému střetu předcházelo podepsání mírové smlouvy v říjnu 1270 v Bratislavě. Vzhledem k nedodržení smluvních podmínek (dvouletý mír) ze strany uherského krále a jeho vpádem do Rakouska, v dubnu následujícího roku vtrhl Přemysl Otakar II. do Uher a obsadil několik obcí na západním Slovensku, mimo jiné i Devín.
Podpisem nové mírové smlouvy 2. července 1271 se obě strany dohodly na zachování dosavadního stavu a Přemysl Otakar se vzdal dobytých území. Štěpán V. získal zpět všechny hrady a města na západě Slovenska. Nový uherský král – Ladislav IV. Kumán, však ani tuto smlouvu nedodržel a v roce 1273 vypukla nová česko-uherská válka. V ní bylo zpustošeno jihozápadní Slovensko až po Nitru a obsazeny pohraniční hrady (včetně devínského) v Zadunají. Devínský hrad byl poškozen.
Od roku 1273 následujících pět let byla tato území v rukou českého krále. Tento stav trval až do doby, kdy se Přemysl Otakar musel v roce 1276 vzdát svých nároků v Rakousku, Štýrsku a Korutanech ve prospěch Albrechta I. Habsburského.
V roce 1809 během války páté koalice pod zdmi starobylého hradního sídla táhla francouzská napoleonská vojska. Po ostřelování Bratislavy a následném odsunu zcela nesmyslně vyhodili hrad do vzduchu.